# Thiên nga nhỏ
Thiên nga nhỏ (danh pháp khoa học: Cygnus columbianus) là một loài thiên nga trong họ Vịt. Đây là loài thiên nga nhỏ sinh sản ở lãnh nguyên của Bắc Mỹ xa về phương Bắc hơn những loài thiên nga khác. Chúng trú đông ở Mỹ.

## Phân loài
Loài này có một phân loài Thiên nga Bewick, Cygnus (columbianus) bewickii là dạng thiên nga ở đại lục Á-Âu, di cư từ vùng cực Bắc của nước Nga sang Tây Âu và Đông Á (Trung Quốc, Nhật Bản) vào mùa đông. Chúng thường được xem là phân loài của C. columbianus, gọi là Thiên nga lãnh nguyên.